# 쇼그렌-라손 증후군
쇼그렌-라손 증후군(Sjögren–Larsson syndrome,SLS) 또는 셰그렌-라르손 증후군은 신경학적 증상이있는 드문 상 염색체 열성 소양증이다.:485:564
3 가지 의학적 장애로 식별 할 수 있다. 첫 번째는 건성 피부 및 기타 문제를 일으키는 비늘 모양의 덮개를 형성하기 위해 피부가 쌓이는 소양증이다. 두 번째 식별자는 다리 경련이 특징인 하반신 마비이다. 마지막 식별자는 지적 지연이다.
SLS 유전자는 17번 염색체에서 발견된다. 아이가 SLS를 받으려면 부모 모두 SLS 유전자의 보유자여야한다고 알려져있다. 보유자라면 자녀가 질병에 걸릴 확률이 ¼이다. 1957년에 토르스텐 셰그렌(Sjögren)과 콘라드 레오폴드 라르손(Tage Konrad Leopold Larsson)은 질병에 걸린 스웨덴 사람들이 모두 600년 전에 공통 조상으로부터 유래했다고 제안했다. 오늘날 스웨덴에서는 30 ~ 40 명만이이 질병을 앓고 있다.

## 같이 보기
- 쇼그렌 증후군
- 마린스쿠-쇼그렌 증후군